# Alberto Chiarini
Alberto Chiarini (Teramo, 5 gennaio 1939 – Teramo, 16 agosto 1988) è stato un pittore italiano.

## Biografia
Concluse le scuole medie inferiori frequenta l'Istituto d'Arte di Macerata.
Nel 1957 partecipando alla Mostra “L'Arte nel tempo libero” organizzata dall'E.N.A.L. (presieduta da Simeoni e diretta da Fantaconi) nel Museo Civico di Teramo, viene subito apprezzato.
Terminati gli studi a Macerata si iscrive all'Accademia di Belle Arti di Roma, sotto la guida dei maestri Gentilini e Maccari.
Dopo vari lavori di grafico pubblicitario e vetrinista si dedica all'attività didattica divenendo successivamente titolare della cattedra di Disegno e Storia dell'arte all'Istituto Magistrale di Teramo. 

Organizza con i coetanei mostre collettive e pratica la pittura en plain air; vince vari concorsi estemporanei venendo apprezzato da critica e pubblico. Conosce Guido Montauti a cui si lega particolarmente. 

Nel 1964 alla costituzione del gruppo “Il pastore bianco” aderisce e ne è il maggiore artefice.
Partecipa alla realizzazione della grande tela Il giudizio universale ora collocato nell'androne del municipio di Teramo.
Pur rimanendo legato al maestro pretarolo, ne sviluppa il linguaggio aderendo alla sua personale poetica lirica e completativa.
La rarefazione dell'atmosfera con la creazione di forme dense di chiara luce mediterranea e il rigore prospettico dello spazio illusorio rinascimentale portano all'esaltazione di angoli mai considerati della città e vegetazioni irridescenti del territorio.
Attento alle tradizioni popolari con la nascita della tv locale via cavo TeleTeramo da lui voluta nel 1974, organizza la trasmissione la preta mmarmarata rispolverando il lessico e la cultura nel teramano, quando ancora il dialetto locale era sinonimo di arretratezza culturale. 

((Franca Scagliarini).)
L'ultima esperienza didattica le ebbe presso la Casa Circondariale di Castrogno in un più ampio progetto di rinserimento nel sociale dei detenuti. Partecipa a varie mostre di successo in Italia e all'estero ottenendo numerosi riconoscimenti e premi. È il primo a Teramo a impiantare uno studio grafico con torchi a stella per acqueforti e litografie;
Sulla scia della riscoperta del mestiere antico da “maestro di bottega” riesuma la tecnica rinascimentale dell'affresco studiandone i tanti segreti, impegnandosi in un ambito spesso aborrito in quegli anni di spasmodica ricerca di linguaggi non pittorici.
Nell'estate 1988 inizia una grande tela commissionata dalla chiesa “Cuore immacolato di Maria” di Teramo dal titolo Il ritorno del figliol prodigo.
A seguito di un incidente muore nell'agosto 1988 all'età di 49 anni, e la tela incompiuta verrà collocata nella Biblioteca Provinciale Melchiorre Delfico a Teramo.
Una lapide apposta nella sede del quartiere Sant'Anna di Teramo e dettata da Giammario Sgattoni ricorda la sua opera.